# Indianastra inopinata
Indianastra inopinata är en sjöstjärneart som först beskrevs av Livingstone 1933.  Indianastra inopinata ingår i släktet Indianastra och familjen Asterinidae. Inga underarter finns listade i Catalogue of Life.